# Dianthus basuticus
Dianthus basuticus är en nejlikväxtart. Dianthus basuticus ingår i släktet nejlikor, och familjen nejlikväxter.

## Underarter
Arten delas in i följande underarter:
- D. b. basuticus
- D. b. fourcadei
- D. b. grandiflorus